# Inculturation
Inculturation est un terme chrétien utilisé en missiologie pour désigner la manière d'adapter l'annonce de l'Évangile dans une culture donnée. Cette notion est proche, mais sensiblement différente, de l'acculturation en sociologie. En effet, l'acculturation concerne le contact et la relation entre deux cultures, tandis que l'inculturation concerne la rencontre de l'Évangile avec les différentes cultures. L'acculturation est un concept anthropologique et l'inculturation un concept théologique qui trouve son origine au XVIIIe siècle avec la querelle des rites qui avait alerté les autorités catholiques sur la liturgie utilisée par les Jésuites en Chine.